# Agrilus paramasculinus
Agrilus paramasculinus är en skalbaggsart som beskrevs av Champlain och Knull 1923. Agrilus paramasculinus ingår i släktet Agrilus och familjen praktbaggar. Inga underarter finns listade i Catalogue of Life.